# No Make Girl
『No Make Girl』（ノー・メイク・ガール）は、椎名へきるの3枚目のオリジナルアルバム。

## 解説
- 前作『Respiration』から、半年と言う短いブランクで製作された。

- 2曲目の「ラッキーDAY」は今作リリースから先行してシングルカットされた（カップリングの「夕暮れのジョギング」は未収録）。

- 4曲目「ようこそハピネス」（山田ひろしとの共作）及び5曲目「Best Partner」、9曲目「Go Wake Up!!」は椎名自身の作詞。

- 作家人にシンガーソングライターの種ともこや安部純、ベーシストの後藤次利が初参加、また前作に引き続き岡崎誉史、山田ひろし、楠瀬誠志郎、太田美知彦も参加している。なお9曲目「Go Wake Up!!」の作曲を担当した上野義雄は当時椎名のライブツアーでドラムを担当していた人物であり、その誼で作曲を手掛けている。

## 収録曲
| #         | タイトル                         | 作詞                   | 作曲       | 編曲                 | 時間  |
| --------- | -------------------------------- | ---------------------- | ---------- | -------------------- | ----- |
| 1.        | 「恋のレースクィーン」           | 種ともこ               | 種ともこ   | たつのすけ（ex.RIO） | 4:31  |
| 2.        | 「ラッキーDAY」                  | 岡崎誉史               | 岡崎誉史   | 磯谷健               | 4:16  |
| 3.        | 「やんなっちゃう」               | 夏野芹子               | 後藤次利   | 後藤次利             | 4:37  |
| 4.        | 「ようこそハピネス」             | 椎名へきる・山田ひろし | 山本姫子   | 磯谷健               | 5:26  |
| 5.        | 「Best Partner」                 | 椎名へきる             | 工藤崇     | 安藤夏               | 5:19  |
| 6.        | 「ラブラブでいこう」             | 山田ひろし             | 楠瀬誠志郎 | 磯谷健               | 3:45  |
| 7.        | 「コドモなオトナとつきあう方法」 | 夏野芹子               | 太田美知彦 | 安藤夏               | 4:10  |
| 8.        | 「愛のてんこ盛り」               | 山田ひろし             | 安部純     | 磯谷健               | 5:00  |
| 9.        | 「Go Wake Up!!」                 | 椎名へきる             | 上野義雄   | 磯谷健               | 4:29  |
| 10.       | 「シャラララ」                   | 岡崎誉史               | 工藤崇     | たつのすけ（ex.RIO） | 4:41  |
| 合計時間: | 合計時間:                        | 合計時間:              | 合計時間:  | 合計時間:            | 46:14 |